# Francisco Torres
Francisco Torres, en latin Turrianus est un jésuite espagnol et philologue.

## Biographie
Francisco Torres naquit vers 1509, à Herrera de Pisuerga, diocèse de Valence, en Espagne. Bartolomé Torres, son oncle, évêque des Canaries, prit soin de son éducation. Il étudia le grec, l’hébreu, la théologie et les antiquités ecclésiastiques. Étant allé à Rome, il s’attacha d’abord aux cardinaux Jean Salviati et Jérôme Seripandi. Le pape Pie IV, dont il gagna la confiance, l’envoya au concile de Trente, en 1562. Lorsqu’il fut question de permettre la communion sous les deux espèces, Francisco Torres s’y opposa fortement. À son retour, il entra dans la compagnie de Jésus et en prit l’habit le jour de Noël 1566. Il voyagea ensuite en Allemagne, revint à Rome et y mourut le 21 novembre 1584. Il avait fouillé dans les bibliothèques les plus célèbres d’Espagne et d’Italie, pour consulter les anciens manuscrits. On l’accusa souvent d’en avoir cité d’imaginaires : mais ce reproche était injuste, car après sa mort, de savants bibliographes, entre autres Colomiès, ont reconnu l’existence de ces manuscrits prétendus supposés. Au reste, Francisco Torres n’était pas un habile critique : il soutenait l’authenticité des fausses décrétales, assertion qui a été facilement réfutée par David Blondel.

## Œuvres
Francisco Torres traduisit plusieurs Pères grecs en latin, et composa un grand nombre d’ouvrages également en latin, entre autres :
- ln monachos apostatas, Rome, 1549, in-4°. C’est le premier ouvrage de Francisco Torres, qui depuis l’augmenta beaucoup et le fit reparaître sous ce titre : De votis monasticis liber I ; De inviolabili religione votorum monasticorum liber II, Rome, 1561 et 1566, in-4° ;
- De residentia pastorum, Florence, 1551, in-8°. L’auteur enseigne que la résidence des évêques dans leurs diocèses est de droit divin ; mais au concile de Trente il abandonna cette opinion.
- De summi pontificis supra concilium auctoritate, ibid., 1551 et 1559, in-4° ;
- Pro canonibus apostolorum, et pro epistolis decretalibus pontificum apostolicorum defensio adversus Centuriatores Magdeburgenses, ibid., 1572 ; Paris, 1573 ; Cologne, 1575, in-8°. C’est cet ouvrage qui a été réfuté par Blondel.

Il écrivit aussi deux Traités de l’Eucharistie contre Andreas Volanus, disciple polonaise de Calvin, Paris, 1577.